# Neil Farrugia
Neil Farrugia (París, 19 de mayo de 1999) es un futbolista irlandés que juega de extremo en el Barnsley F. C. de la League One.

## Selección nacional
Farrugia fue internacional sub-19 con la selección de fútbol de Irlanda, y en la actualidad es internacional sub-21.

## Clubes
| Club            | País       | Año       |
| --------------- | ---------- | --------- |
| UC Dublín       | Irlanda    | 2017-2019 |
| Shamrock Rovers | Irlanda    | 2019-2024 |
| Barnsley F. C.  | Inglaterra | 2025-     |

## Palmarés

### Títulos nacionales
| Título               | Club            | País    | Año  |
| -------------------- | --------------- | ------- | ---- |
| Copa de Irlanda      | Shamrock Rovers | Irlanda | 2019 |
| Premier Division     | Shamrock Rovers | Irlanda | 2020 |
| Premier Division     | Shamrock Rovers | Irlanda | 2021 |
| Supercopa de Irlanda | Shamrock Rovers | Irlanda | 2022 |
| Premier Division     | Shamrock Rovers | Irlanda | 2022 |
| Premier Division     | Shamrock Rovers | Irlanda | 2023 |
| Supercopa de Irlanda | Shamrock Rovers | Irlanda | 2024 |